# Égerfaszitkár
Az égerfaszitkár (Synanthedon spheciformis) a szitkárfélék (Sesiidae) családjának egyik, Magyarországon is honos faja.

## Elterjedése, élőhelye
Európában jóformán mindenütt megtalálható. Magyarországon sem ritka; főleg középhegységeinkben és a Somogyi-dombságon ismert.

## Megjelenése
A sötét színű lepke teste 12–15 mm hosszú.

## Életmódja
A piszkosfehér hernyó a fák törzsében rág. A fiatal fákat gyakran el is pusztítja, de idős törzsekben is megtalálható. Lassan, két év alatt fejlődik ki, majd egész nyáron (de főleg május–júniusban) rajzik. Imágója nappal aktív; virágokon táplálkozik. Petéit a gyökfőre vagy az alá rakja.
A hernyó fő tápnövénye az éger (Alnus spp.), de megél a nyírfán (Betula spp.) és a fűzfán (Salix spp.) is.